# Jörg Jaksche
Jörg Jaksche (Fürth, 23 luglio 1976) è un ex ciclista su strada tedesco, professionista dal 1997 al 2007 e vincitore della Parigi-Nizza 2004.

## Carriera

### Polti, Telekom, ONCE e CSC
Jörg Jaksche passa professionista nel 1997 con il Team Polti, squadra italiana diretta da Vittorio Algeri e Gianluigi Stanga. L'anno successivo è terzo nella prova in linea del campionato nazionale tedesco; partecipa poi per la prima volta al Tour de France, terminando 18º in classifica generale a 35'41" dal vincitore Marco Pantani. Comincia quindi la stagione 1999 con i tedeschi della Telekom. A luglio prende nuovamente parte al Tour de France, ma non riesce a ripetere la prestazione dell'anno precedente e chiude in 80ª posizione. Due mesi dopo, alla Vuelta a España, contribuisce alla vittoria finale del capitano della Telekom Jan Ullrich.
Nel 2001 si trasferisce alla ONCE di Manolo Saiz. Vi resta per tre stagioni, lavorando come gregario di Joseba Beloki nelle edizioni 2001, 2002 e 2003 del Tour de France. Nel 2001 raggiunge il 29º posto nella generale e il terzo nella classifica giovani; nel 2002 è 31º e nel 2003, dopo la caduta e il ritiro di Beloki, chiude 17º, miglior classificato della sua squadra. Nel 2004 passa al Team CSC di Bjarne Riis. È questo l'anno delle prime vittorie da professionista: a febbraio conquista l'ultima tappa (una cronometro) e la classifica generale del Giro del Mediterraneo, mentre il mese successivo, sempre in terra francese, vince la prima tappa, sempre a cronometro, e la classifica generale della Parigi-Nizza.

### Il ritorno alla Liberty e l'Operación Puerto
Nel 2005 Jaksche torna alla squadra di Saiz, divenuta Liberty Seguros per ragioni di sponsor; in luglio partecipa al Tour de France e consegue il suo miglior piazzamento in carriera con il 16º posto finale. La stagione 2006 si apre quindi positivamente per lui, con il secondo posto nella classifica finale della Tirreno-Adriatico e il terzo al Giro di Svizzera.
Il 23 maggio il direttore sportivo Manolo Saiz viene arrestato dalla Guardia Civil spagnola in seguito ad un "presunto caso di doping" che vede coinvolto anche il medico Eufemiano Fuentes. Il 25 maggio lo sponsor Liberty lascia la squadra, che il 2 giugno assume la denominazione di Astana-Würth. Il 25 giugno il quotidiano El País rivela i dettagli dell'Operación Puerto effettuata dalla polizia spagnola pubblicando un'inchiesta nella quale Fuentes e Saiz risultano a capo di un'organizzazione destinata a fornire sangue "trattato" e prodotti dopanti a 58 ciclisti professionisti. Il 12 marzo 2007, però, il caso viene archiviato.

### La Tinkoff, la confessione e la squalifica
Intanto, al termine della stagione 2006, Jaksche si era accasato alla Tinkoff Credit Systems, formazione italo-russa, e all'inizio della stagione 2007 aveva conseguito la vittoria del Circuit de Lorraine, corsa a tappe francese. Nell'aprile 2007 un nuovo dossier dell'autorità giudiziaria spagnola riapre l'Operación chiamando in causa 49 ciclisti, e fra questi Jaksche.
In seguito a queste nuove indagini, il 10 maggio la Tinkoff sospende Jaksche a tempo indeterminato insieme al compagno Tyler Hamilton, anch'egli nella lista dei 49.
Il 2 luglio il settimanale tedesco Der Spiegel pubblica un'intervista nella quale Jaksche ripercorre la propria carriera e ammette l'utilizzo di doping: nell'occasione il ciclista afferma anche di essere stato cliente di Fuentes a partire dal 2005. Jaksche nomina anche la dirigenza della Telekom e il suo vecchio direttore sportivo della Polti Gianluigi Stanga, sostenendo che in entrambi i casi le squadre fossero a conoscenza dell'utilizzo di pratiche illecite; lancia infine accuse contro il sistema del ciclismo professionistico, nel quale «tutti si dopano».
Il 20 settembre 2007 arriva la notizia della squalifica ufficiale: Jaksche viene sospeso dalla Federazione ciclistica austriaca (ÖRV) per un anno. La squalifica viene però resa effettiva a partire dal 2 luglio 2007, giorno della pubblicazione delle confessioni su Der Spiegel. Dopo di lui ricevono sanzioni anche Ivan Basso e Michele Scarponi. Il 25 aprile 2008 Jaksche, ancora sotto squalifica, annuncia il proprio ritiro dall'attività.

## Palmarès
- 2004 (Team CSC, quattro vittorie)

5ª tappa Giro del Mediterraneo (La Garde > Tolone-Monte Faron, cronometro)
Classifica generale Giro del Mediterraneo
1ª tappa Parigi-Nizza (Chaville > Issy-les-Moulineaux, cronometro)
Classifica generale Parigi-Nizza
- 2007 (Tinkoff Credit Systems, due vittorie)

5ª tappa Circuit de Lorraine (Metz > Hayange)
Classifica generale Circuit de Lorraine

### Altri successi
- 2005 (Liberty Seguros-Würth)

Classifica scalatori Critérium International

## Piazzamenti

### Grandi Giri
- Tour de France

1998: 18º
1999: 80º
2001: 29º
2002: 31º
2003: 17º
2005: 16º
- Vuelta a España

1999: 35º
2001: ritirato
2002: ritirato
2003: 129º
2004: 44º

### Classiche monumento
- Milano-Sanremo

2001: 150º
2002: 94º
2005: 67º
2006: 139º
- Liegi-Bastogne-Liegi

1998: 49º
1999: 40º
2000: 80º
2001: 70º
2002: 24º
2003: ritirato
2004: 114º
2005: 13º
2006: 44º
- Giro di Lombardia

1999: 57º
2001: 12º
2004: 32º

### Competizioni mondiali
- Campionati del mondo

San Sebastián 1997 - In linea Elite: 84º
Verona 1999 - In linea Elite: ritirato
Lisbona 2001 - In linea Elite: ritirato
Madrid 2005 - In linea Elite: 90º